# オスニール・ルッカー
オスニール・ルッカー（Othniel Looker、1757年10月4日 - 1845年7月23日）はアメリカ合衆国オハイオ州の民主共和党の政治家である。第5代オハイオ州知事。

## 生涯
ルッカーはロングアイランドで産まれた。父親の死後、母親とともにニュージャージー州ハノーバー郡区（Hanover Township）に移り、1776年にニュージャージの民兵に入隊、兵卒として戦争に加わった。バーモント州、そしてニューヨーク州に移り、学校教師として働いた。
1803年から1804年までニューヨーク州下院議員を務め、彼の戦争での奉仕への無償払い下げ地を受け取った後、1804年にオハイオ州に移り、それから1807年から1810年までオハイオ州下院議員、1810年から1817年まで州上院議員の地位にあった。1813年から1814年は州上院の議長であり、郵政長官を狙っていたリターン・メグズ知事の後に滑り込んで知事となった。ルッカーは再選を志すも、より知名度のあるトーマス・ワージントンに敗れた。娘レイチェル・キッチェルとイリノイ州パレスチナ（Palestine）に移り、死後はパレスチナのキッチェル墓地に埋葬された。
| 公職                              | 公職                                         | 公職                        |
| --------------------------------- | -------------------------------------------- | --------------------------- |
| 先代 リターン・ジョナサン・メグズ | オハイオ州知事 1814年3月24日 - 1814年12月8日 | 次代 トーマス・ワージントン |